# Медаль «За вклад в дипломатическую службу»
Медаль «За вклад в дипломатическую службу» (азерб. "Diplomatik xidmətə verilən töhfəyə görə" medalı) — государственная награда Азербайджанской Республики.

## История и положения
Медаль «За вклад в дипломатическую службу» была учреждена указом Президента Азербайджанской Республики Ильхамом Алиевым от 30 октября 2018 года № 1289-VQD.
Медалью «За вклад в дипломатическую службу» награждаются граждане Азербайджанской Республики, иностранцы и лица без гражданства за следующие заслуги:
- За эффективную деятельность в области дипломатической службы;
- За услуги, оказанные в развитии и укреплении международного сотрудничества;
- За содействие в укреплении мира и дружеских отношений между народами;
- За значительный вклад в осуществление внешней политики Азербайджанской Республики;
- За услуги, оказанные в развитии двусторонних и многосторонних связей Азербайджанской Республики на международной арене;
- За пропаганду азербайджанского языка и культуры;
- За проекты, направленные на поддержку азербайджанцев, проживающих за границей. [3]

## Описание
Медаль Азербайджанской Республики «За вклад в дипломатическую службу» представляет собой круглый бронзовый диск диаметром 36 мм, покрытый золотом.
На лицевой стороне медали имеются два круга. Между внешним и внутренним кругами, по верхнему полукругу, выгравированы слова «AZƏRBAYCAN RESPUBLİKASI», а по нижнему полукругу — «DİPLOMATİK XİDMƏTƏ VERİLƏN TÖHFƏYƏ GÖRƏ». Между надписями, слева и справа, расположены восьмиконечные звезды. В центре внутреннего круга изображены меридианы и параллели, отражающие контуры Земного шара. Под изображением Земли, по краям, слева и справа, расположены лавровые венки, обрамляющие верхнюю часть внутреннего круга. Над изображением Земли, между лавровыми венками, изображены полумесяц и звезда. Все надписи и изображения на лицевой стороне медали являются рельефными.
На нижней части обратной стороны медали выгравированы серия и номер медали. Поверхность обратной стороны медали гладкая, надписи рельефные.
Медаль крепится к одежде с помощью элемента крепления — пятиугольной ленты размером 37 мм x 50 мм, к которой прикреплены два кольца и застежка. На ленте изображены вертикальные полосы зеленого, красного и синего цветов, отражающие цвета Государственного флага Азербайджанской Республики, шириной по 11 мм каждая. По краям ленты и между цветами флага расположены четыре золотистые вертикальные полосы шириной по 1 мм.
В верхней части ленты закреплена бронзовая пластина размером 40 мм x 5,5 мм, покрытая золотом, с рельефным изображением полумесяца, звезды и ленты. 

## Способ ношения
Лица, удостоенные медали, награждаются руководителем соответствующего государственного органа, назначенным исполнительной властью.
Медаль «За вклад в дипломатическую службу» размещается на левой стороне груди и следует за другими орденами и медалями Азербайджанской Республики после медали «100-летие органов дипломатической службы Азербайджана (1919–2009)».